# Ochthebius granulatus
Ochthebius granulatus es una especie de escarabajo del género Ochthebius, familia Hydraenidae. Fue descrita científicamente por Mulsant en 1844.
Se distribuye por Alemania. Mide 2,6-3 milímetros de longitud. Se encuentra en el musgo de los arroyos de montaña.